# Lillasjö (Rydaholms socken, Småland)
Lillasjö är en sjö i Värnamo kommun i Småland och ingår i Helge ås huvudavrinningsområde. Sjön är 2,4 meter djup, har en yta på 0,182 kvadratkilometer och är belägen 179 meter över havet.

## Delavrinningsområde
Lillasjö ingår i det delavrinningsområde (630737-140437) som SMHI kallar för Ovan Ålabäcken. Medelhöjden är 189 meter över havet och ytan är 75,96 kvadratkilometer. Det finns inga delavrinningsområden uppströms utan avrinningsområdet är högsta punkten. Helge å som avvattnar avrinningsområdet har biflödesordning 2, vilket innebär att vattnet flödar genom totalt 2 vattendrag innan det når havet efter 171 kilometer. Delavrinningsområdet består mestadels av skog (69 procent) och jordbruk (11 procent). Avrinningsområdet har 1,28 kvadratkilometer vattenytor vilket ger det en sjöprocent på 1,7 procent. Bebyggelsen i området täcker en yta av 1,62 kvadratkilometer eller 2 procent av avrinningsområdet.